# Defensa francesa
La defensa francesa, o simplement, en argot d'escacs, la francesa, és una obertura d'escacs caracteritzada pels moviments:
1.e4 e6
La francesa té una gran reputació de defensa sòlida i resistent, tot i que pot provocar que el jugador de negres estigui una mica collat durant les primeres fases de la partida. Les negres sovint obtenen possibilitats de contrajoc en el flanc de dama, mentre les blanques tendeixen a concentrar les accions en el flanc de rei.
És una obertura de peó de rei, enquadrada dins el grup de les obertures semiobertes. Es caracteritza pel fet que les negres lluiten immediatament pel centre tot situant els seus peons centrals a e6 i d5. La defensa té certes similituds estratègiques amb la defensa Caro-Kann, si bé el fet que en aquesta darrera l'alfil de c8 no estigui bloquejat, els confereix característiques pràctiques molt diferents.
En conjunt, la defensa francesa és una molt bona obertura que ha estat utilitzada per nombrosos grans jugadors al llarg de la història. Entre els seus principals valedors podem destacar Mikhaïl Botvínnik, Tigran Petrossian, o Víktor Kortxnoi.